# بريد جيبوتي
بريد جيبوتي هو المشغل العام المسؤول عن الخدمة البريدية في جيبوتي.

## أنظر أيضاً
- الاتصالات في جيبوتي
- جيبوتي للاتصالات